# ガジェットトライアル
『ガジェットトライアル』は、工画堂スタジオが2006年6月23日に発売した一般向けPCゲーム。

## ストーリー
世界大戦の後、列島連合共同体ETUでは次期主力多方面殲滅兵器AEW（Advanced Extirpate Weapon）の開発が行われていた。その中身は新機軸兵器、加速生体状況コンピュータEシリーズ－人工的に製造された兵器との共生体。制式採用を目前とし、ハードウェアは同じであるがソフトウェアを能動性行動型、受動性行動型に調整したタイプホワイトおよびタイプブラックによる生き残りを賭けた大規模運用トライアルが始まった。

## システム
兵器として登場するメカ少女たちを操作して勝ち進む戦闘パートと、会話形式アドベンチャーゲーム然としたストーリーパートを繰り返すウォーシミュレーションゲーム。ストーリーは一本道で、キャラ別シナリオ、マルチエンディング要素はない。タイトル画面から選択することで起動できるマップエディターが付随されており、ユーザーが自分オリジナルの戦闘ステージを製作することが可能。他のユーザーが公開したオリジナルマップデータを読み込むことで無限のバリエーションを楽しめるようになっている。

### 戦闘パート
ヘックス型や見下ろし型ウォーシミュレーションゲームでよく見られるマス単位でユニットを動かすオーソドックスなシステムを踏襲している。画面はクォータービューで表示され、毎ターンごとに入ってくる軍資金を元に各ステージを攻略する。初期配置の自軍ユニット、あるいは自軍施設で兵器を追加生産して戦力を運用し、敵の殲滅もしくは本拠地制圧すれば勝利となる。全体の地形はいつでも視認できるが、ユニットの視界外にいる敵ユニットは表示されない索敵システム、歩兵ユニットのみが拠点占領、燃料物資が尽きるとユニットが退場するなど、基本ルールは旧来のものに準じているが、一番の違いはアクティブターン制を採用している点で、軽快なユニットには頻繁に行動順序が回ってくるようになっている。また、衛生兵は味方ユニットの待機時間を短縮するチャージを使用でき、相手側の衛生兵も同様の行動を取るため、ダメージ判定に乱数の影響がない戦闘の結果は予想通りとなるが、アクティブターン制や攻略の仕方によって変化が見られることから「詰め将棋」のような状況にはなりにくい。ZOCがないことも大きな特徴である。
ユニットの種類は歩兵、車両、長距離火砲、航空機、艦船の5種それぞれに3つのバリエーションの15ユニットとシンプルにまとめられており、生産に必要な資源も資金のみの一種類、補給が必要なものは燃料のみ、ダメージもヒットポイントで表現するのみでヒットポイントが低下しても攻撃力に変化はない等極力シンプルに構成され、ウォーシミュレーションゲームが初めての人でも親しみやすいよう考慮されている。
その他に特徴としてユニットに「スーツ」を着せることにより攻撃力や防御力、待機時間やコストの変動を付与できる簡単なカスタマイズが行える。「スーツ」は撃破数によって稼げるポイントを消費することで購入でき、効果も重要であるがいわゆるコスプレでありギャルゲー色の濃いシステムである。
各ステージ攻略後には撃破率や制圧率、生還率やクリアターン数などといった戦果が確認でき、攻略の仕方によっていくつかのランク評価が判定されるため、初心者のみならず上級者でも楽しめる内容となっている。

### ストーリーパート
キャンペーンモード（シナリオモード）では各ステージ間のインターバルでキャラクターらの会話によるストーリーが展開される。選択肢などはなく、基本的にタイプホワイトの指揮官ミハラ少佐とタイプホワイト側の視点で語られる。

## 登場キャラクター
Eシリーズの性格等は特に記載のない場合タイプホワイトについてであり、タイプブラックに個性はない。また、ミッション開始時にホワイトたちが"アイゼン・ワン"、"ネイ・ワン"と呼び合っているが、このワンは増産されるコピータイプと区別するためのナンバリング上の"1(ONE)"のことを言っている。
アイゼン声：広橋涼
形式番号EPN-001GF IZEN。歩兵系強化ユニットのコアユニット。バリエーションは歩兵、重装歩兵、衛生兵。能天気な性格でマイペース、好物はダイナマイトの大食漢。
ネイ声：伊藤静
形式番号EPN-000GF NEI。車両系強化ユニットのコアユニット。バリエーションは戦車、偵察車、輸送車。常識的な性格で落ち着いた物腰。タイプホワイトの実質リーダー。
ユーリ声：森永理科
形式番号EPN-003GF YU-RI。砲撃系強化ユニットのコアユニット。バリエーションは自走砲、対空砲、ミサイル砲。外見、中身とも幼くその場のノリで何でも解決する性格。
ソウカ声：新谷良子
形式番号EPN-002AF SOUKA。航空機系強化ユニットのコアユニット。バリエーションは戦闘機、爆撃機、輸送ヘリ。空を飛ぶユニットとしてエリート意識をもっている。アイゼンの突っ込み役。
ヒソカ声：名塚佳織
形式番号EPN-004MF HISOKA。艦船系強化ユニットのコアユニット。バリエーションは戦艦、潜水艦、輸送艇。常に不敵な笑みを浮かべて考えを読ませない。ダークで電波な言動が多い。お気に入りは潜水艦。
ミハラ少佐声：杉田智和
ETU東部列島条約軍士官。タイプ・ホワイトの戦闘指揮官。まだ若いがフジモト大佐からは大きく期待されている。基本的に冷静で洒落の利く性格であるが鉄拳制裁も得意。
ワカバヤシ少佐声：三五美奈子
ETU東部列島条約軍士官。タイプ・ブラックの戦闘指揮官。ETU技術開発部の秀才で負けず嫌い。感情などを廃し戦闘機械となっているタイプブラックに絶対の自信を持っている。
フジモト大佐声：内野一
ETU東部列島条約軍士官。トライアルの責任者。軍人だがサラリーマン風の飄々とした人物。ミハラ少佐をトライアルのために呼び寄せた。
ワン総司令声：一之瀬貴子
ETU東部列島条約軍総司令。

## スタッフ
- 製作：工画堂スタジオ・くまさんちーむ
- キャラクターデザイン：Ein
- シナリオ：竹内なおゆき
- 音楽：馬場信繁
- ディレクト：オオノヒデユキ

### 主題歌
「GoGo Girl!!」
作詞・作曲：高井ウララ／歌：アイゼンちゃんとヒソカちゃん（広橋涼＋名塚佳織）

## 関連商品
書籍
ガジェット トライアル公式ガイドブック（エンターブレイン）
2006年11月10日初版 ISBN 4757730659
同梱されたスペシャルCD-ROMにはワカバヤシ少佐となってタイプブラックを指揮する特別シナリオ4面とオリジナルマップ5面、壁紙やスクリーンセーバーなどが収録されている。

CD
ガジェットトライアル PERFECT AUDIOTRACKS（5pb.）
ゲーム主題歌とBGMのほかに広域戦場ラジオ番組（いわゆるドラマCD）「ミハラとアイゼンのグットモーニングETU」が収録されている。

モデルガン
雷閃（ガジェットトライアル版パッケージ）、神威（ガジェットトライアル版パッケージ）（大日本技研）
雷閃はアイゼン歩兵ユニット、神威はネイ偵察車ユニットの装備品だが作品中装備のモデルガン化ではなく、東京マルイの電動ガンを組み込めるよう設計された大日本技研オリジナルデザインのカスタムモデルガンをゲームへ登場させた物。